# Castillo de Vállaga
El castillo de Vállaga, también conocido como las cuevas del Marqués, es una fortificación de origen andalusí y usada posteriormente como bodega vinícola, situada junto al río Tajo, en el despoblado de Vállaga, en el término municipal de Illana (Guadalajara, España).

## Descripción
Se trata de un castillo montano de planta rectangular alargada, cuyo muro largo al norte mira al río Tajo y el sur aguanta el cerro. Está construido por completo en sillarejo. El interior está dividido en ocho compartimentos por arcos de medio punto que sostenían el tejado. Tan solo queda completo el arco y el techo del habitáculo más occidental. La estructura del castillo está casi completamente transformada para adaptarlo a su uso como bodega vinícola.

## Historia
Su origen es andalusí, probablemente como defensa militar de las vegas del río Tajo. Tras la conquista de la extremadura castellana por el Reino de Castilla, pasa a formar parte de las tierras de Anguix, que en 1136 son donadas por Alfonso VII a su vasallo Martín Ordóñez, y posteriormente a la Orden de Calatrava, que establece una encomienda en Vállaga como parte de la provincia de Zorita. El castillo sería entonces la residencia del comendador militar de la orden y la de vigía del puente sobre el Tajo del camino de Madrid a Huete y Cuenca.
En 1605 Vállaga e Illana fueron vendidas por Felipe III al marqués de Almonacid. En 1718, Juan de Goyeneche se las compró a su vez a sus descendientes e instaló en Illana una fábrica textil y en Vállaga unas bodegas de vinos tras una profunda reforma del castillo, que más tarde tomaría el nombre de las cuevas del Marqués por tomar los descendientes de Goyeneche el título de marqués de Belzunce.